# Babylonia (zoologia)
Babylonia Schlüter, 1838 è un genere di gasteropodi della sottoclasse Caenogastropoda..

## Distribuzione e habitat
Provengono dall'oceano Pacifico e dall'oceano Indiano.

## Tassonomia
- Babylonia ambulacrum (G. B. Sowerby I, 1825)
- Babylonia areolata (Link, 1807)
- Babylonia borneensis (G. B. Sowerby II, 1864)
- Babylonia feicheni Shikama, 1973
- Babylonia formosae (G. B. Sowerby II, 1866)
- Babylonia japonica (Reeve, 1842)
- Babylonia kirana Habe, 1965
- Babylonia leonis Altena & Gittenberger, 1972 †
- Babylonia lutosa (Lamarck, 1816)
- Babylonia perforata (G. B. Sowerby II, 1870)
- Babylonia pieroangelai Cossignani, 2008
- Babylonia spirata (Linnaeus, 1758)
- Babylonia umbilifusca Gittenberger & Goud, 2003
- Babylonia valentiana (Swainson, 1822)
- Babylonia zeylanica (Bruguière, 1789)